# René Taritolay
René Domingo Taritolay teyssier (Ledesma, 26 de enero de 1943-San Salvador de Jujuy, 8 de junio de 2021) fue un futbolista argentino naturalizado boliviano. Se desempeñaba como centrocampista. Fue internacional con la Selección boliviana en 1977.

## Selección nacional
Taritolay se nacionalizó ciudadano boliviano en 1972, sin embargo sería convocado en 1978, a sus 34 años, para jugar la Repesca UEFA-Conmebol frente a la Selección de Hungría, por la Clasificación al Mundial México 1978. Jugando su primer partido con la Selección de Bolivia el 29 de octubre de 1977.

## Clubes
| Club                         | País      | Año       |
| ---------------------------- | --------- | --------- |
| Atlético Tucumán             | Argentina | 1964      |
| Bolívar                      | Bolivia   | 1966-1967 |
| Ferro Carril Oeste           | Argentina | 1968      |
| Gimnasia y Esgrima (Jujuy)   | Argentina | 1969-1971 |
| Oriente Petrolero            | Bolivia   | 1972-1973 |
| Deportivo Municipal (La Paz) | Bolivia   | 1974      |
| The Strongest                | Bolivia   | 1974      |
| Juventud Antoniana           | Argentina | 1975      |
| Destroyer's                  | Bolivia   | 1976      |
| Blooming                     | Bolivia   | 1977-1978 |
| Oriente Petrolero            | Bolivia   | 1979-1981 |

## Palmarés

### Títulos nacionales
| Título           | Club              | País    | Año  |
| ---------------- | ----------------- | ------- | ---- |
| Primera División | Oriente Petrolero | Bolivia | 1979 |